# 炸鸡华夫饼

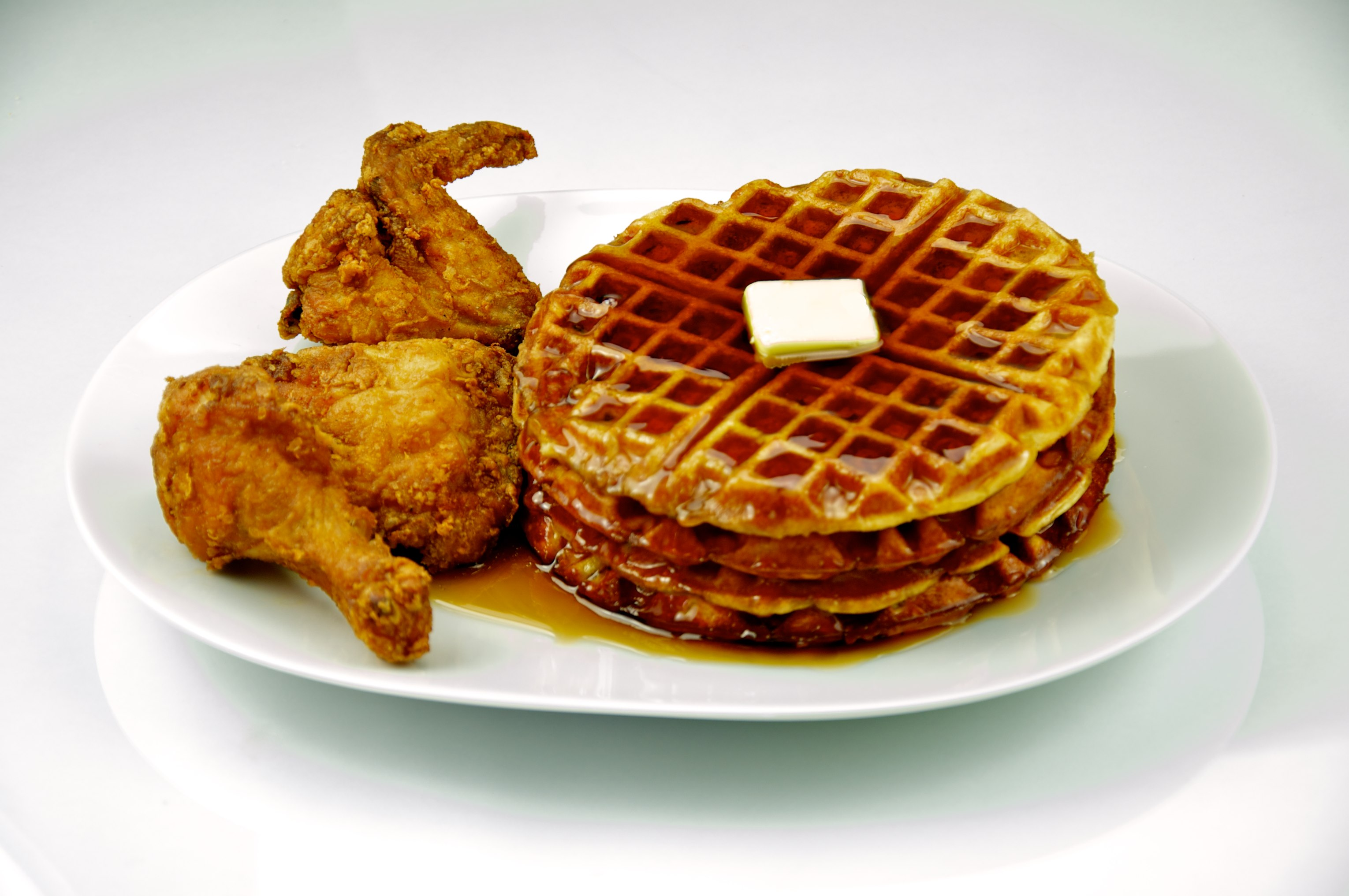
炸鸡华夫饼

炸鸡华夫饼（英語：Chicken and waffles）是一道美国菜，将炸鸡放在华夫饼上，并配以黄油和枫糖浆。其口感融合了炸鸡的脆皮和华夫饼的蓬松。
炸鸡华夫饼在美国的起源不明，华夫饼主要是由德裔和荷兰裔移民带来的，而炸鸡则是一道非裔美国人食物。宾夕法尼亚州的荷兰移民会将鸡肉丝放在华夫饼上食用。20世纪初，纽约哈莱姆区成为了非裔美国人社区，并涌入了众多艺术家。1930年代，纽约哈莱姆区的威尔斯餐厅（Wells' Restaurant）开始提供炸鸡华夫饼作为深夜晚餐和早餐，餐厅也成了音乐家们在深夜的聚集地。在1964年纽约世界博览会，华夫饼收到了美国大众广泛的欢迎。1975年，来自纽约哈莱姆区的赫伯·哈德森（Herb Hudson）前往西海岸的洛杉矶，开设了专供炸鸡华夫饼的餐厅——罗斯科炸鸡华夫饼屋，该餐厅接待了一些好莱坞演艺人士，推动了炸鸡华夫饼在全美范围内的传播。
虽然炸鸡是一道典型的美国南方菜，但不少美国南方人并不认可炸鸡华夫饼是一道南方菜。